# Euaugaptilus rigidus
Euaugaptilus rigidus är en kräftdjursart som först beskrevs av Georg Ossian Sars 1907.  Euaugaptilus rigidus ingår i släktet Euaugaptilus och familjen Augaptilidae. Inga underarter finns listade i Catalogue of Life.